# Parasitiformes
Los parasitiformes son un superorden de ácaros. Son uno de los dos linajes mayores de ácaros. Muchos se cuentan entre los ácaros parásitos de mayor importancia económica, como Ixodida y Dermanyssoidea. Las garrapatas pertenecen a este suborden. Otros de sus miembros son útiles en el control biológico ya que son depredadores naturales de otros parásitos. Se conocen más de setenta familias.

## Características
Los parasitiformes tienen las coxas libres, una abertura anal cubierta por un par de placas; normalmente el tritosterno es biflagelado (perdido en ixódidos, muchos holotíridos y algunos mesostigmados parásitos).
El cuerpo consta de dos regiones o tagmas. La parte anterior se conoce como gnatosoma o capítulo que está rodeado por un anillo esclerotizado  y es donde se hallan los quelíceros y los palpos; está formada por el techo (tectum o epistoma), el suelo (hipostoma) con cornículos (perdidos en Ixodida) y las paredes laterales por las coxas de los pedipalpos; en algunos casos, el suelo puede estar formado por las coxas de los pedipalpos más otros elementos anteroventrales; los quelíceros se sitúan por debajo del epistoma; la cavidad bucal en el centro de estas estructuras. El resto del cuerpo se conoce como idiosoma, que está formado por dos regiones más o menos delimitadas, el podosoma, que lleva las cuatro patas marchadoras, y el opistosoma que tiene forma de saco y contiene los órganos digestivos, excretores y reproductores.

## Taxonomía
Los parasitiformes incluyen cuatro órdenes según diferentes clasificaciones, en los que se mantiene una doble denominación:
- Notostigmata o Opilioacarida.
- Tetrastigmata o Holothyrida.
- Metastigmata o Ixodida.
- Mesostigmata o Gamásidos.